# Localhost

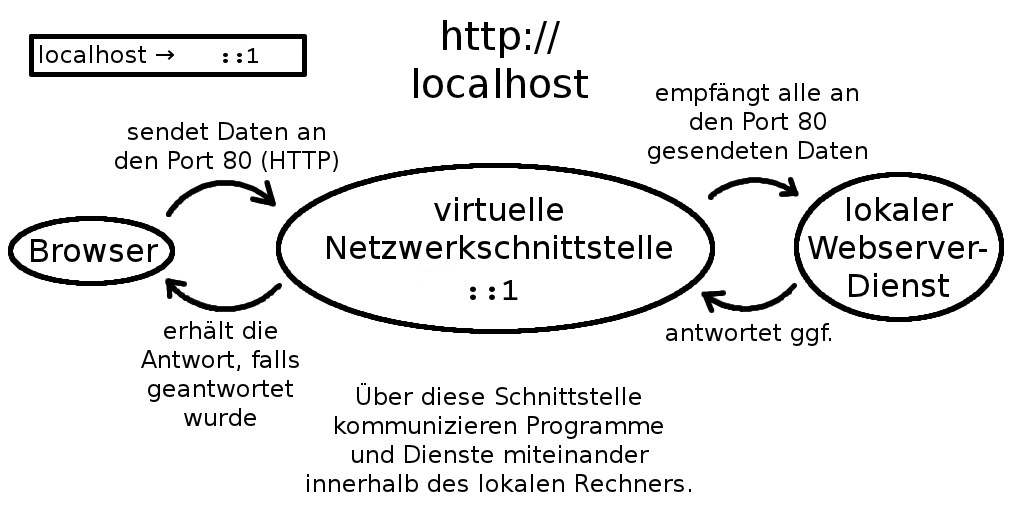
Veranschaulichung der Kommunikation zwischen Webbrowser und Webserver innerhalb des lokalen Rechners

Der Domainname localhost benennt in der Netzwerktechnik den lokalen Rechner (englisch local host).
Mit seiner Hilfe können netzwerkfähige Computerprogramme – innerhalb eines Rechners – namensbasiert miteinander kommunizieren.

## Domainname
Die Internetstandards RFC 2606 und RFC 6761 reservieren localhost als Top-Level-Domain im Domain Name System (DNS). Sie soll einen statischen AAAA Resource Record bzw. A Resource Record auf IP-Adressen des Loopback-Interface enthalten.
Konkret sind dies die IPv6-Adresse ::1 und die IPv4-Adresse 127.0.0.1.
Diese Empfehlung wird allerdings nicht von jedem DNS-Server umgesetzt.
Betriebssysteme übersetzen localhost unabhängig vom DNS-Server unter Verwendung der hosts-Datei in die oben genannten Adressen.

## Verwendung
Sollen Computerprogramme innerhalb eines Rechners (Jargon: „lokal“) miteinander kommunizieren, wird häufig das Internet-Protokoll als universeller Standard eingesetzt.
Durch die Möglichkeit den lokalen Rechner immer als localhost zu adressieren, ist eine Verbindungsherstellung dabei ohne Kenntnisse über den individuellen Hostnamen oder genaue IP-Adressen oder -Protokolle möglich.

## Spezifikationen
- D. Eastlake, A. Panitz: RFC: <a href='https://datatracker.ietf.org/doc/html/rfc2606' class='extiw' title='rfc:2606'>2606</a> – Reserved Top Level DNS Names. Juni 1999 (aktualisiert durch <a href='https://datatracker.ietf.org/doc/html/rfc6761' class='extiw' title='rfc:6761'>RFC 6761</a>, englisch).
- R. Hinden, S. Deering: RFC: <a href='https://datatracker.ietf.org/doc/html/rfc4291' class='extiw' title='rfc:4291'>4291</a> – IP Version 6 Addressing Architecture [Errata: RFC 4291]. Februar 2006 – Standard: [Draft] (löst <a href='https://datatracker.ietf.org/doc/html/rfc3513' class='extiw' title='rfc:3513'>RFC 3513</a> ab, aktualisiert durch <a href='https://datatracker.ietf.org/doc/html/rfc5952' class='extiw' title='rfc:5952'>RFC 5952</a>, englisch).
- M. Cotton, L. Vegoda, R. Bonica, B. Haberman: RFC: <a href='https://datatracker.ietf.org/doc/html/rfc6890' class='extiw' title='rfc:6890'>6890</a> – Special Use IPv4 Address [Errata: RFC 6890]. April 2013 – Standard: [BCP 153] (löst <a href='https://datatracker.ietf.org/doc/html/rfc5736' class='extiw' title='rfc:5736'>RFC 5736</a> ab, aktualisiert durch <a href='https://datatracker.ietf.org/doc/html/rfc8190' class='extiw' title='rfc:8190'>RFC 8190</a>, englisch).